# Список предстоятелей Ассирийской церкви Востока
Настоящий список включает в себя первоиерархов, служивших на престоле церкви города Кохе в Селевкии и Ктесифоне.

## Ранняя эпоха

### Епископы Селевкии-Ктесифон
- Мар Тума Шликха Апостол (ок. 33—37)
  - Мар Бар Тулмай Шликха (ок. 33—?)
  - Мар Аддаи (Таддай) (37/65)
- Мар Аггай (ок. 66 — ок. 87)
- Мар Мари (Паллут) (ок. 88 — ок. 120)
- Мар Абрес (121—137)
- Мар Орахам I из Кашкара (159—171)
- Мар Якоб I (ок. 190)
- Мар Ахха д’Абуи (121—137)
- Мар Шахлуфа Кашкарский (220—224)
- вдовство епископской кафедры (224 — ок 280)
- Мар Папа бар Аггай (ок. 280—315)

### Католикосы Востока
Около 280 года Папа бар Аггай рукоположён во епископы Селевкии-Ктесифон и тем самым была создана епископская преемственность. Папа бар Аггай первый среди первоиерархов Церкви Востока принял титул «Католикос».
- Мар Папа бар Аггай (315—317)
- вдовство епископской кафедры (317—329)
- Мар Шимун бар Саббай (329—341)
- Мар Шахдост (Шалидосте, в русскоязычной литературе Садок[1]) (341—343)
- Мар Барбашмин[англ.] (343—346)
- вдовство епископской кафедры (ок. 346 — ок. 363)
- Мар Тумарса (363—371)
- Мар Каиюма (372—399)

### Католикосы — Великие митрополиты и Предстоятели Церкви Востока
- Мар Исаак (399—ок. 410)

Исаак был признан «Великим митрополитом» и Предстоятелем Церкви Востока в 410 году на Синоде в Селевкии-Ктесифон. Акты этого Синода позднее были отредактированы Патриархом Иосифом I (552—567), анахронически приписавшим Иосифу епископу и последующим предстоятелям титул «Католикос». На самом деле этот титул вошёл в употребление только в конце V века.
- Мар Ахха (410—415)
- Мар Ябалаха I (415—420)
- Мар Маана (420), предан анафеме и низложен
- Мар Фрабокхт (420—421), предан анафеме и низложен
- Мар Дадишо I (421—424)

## Эпоха после Эфесского собора (431)

### Католикосы — Патриархи Востока
В 424 году на поместном Синоде в Селевкии-Ктесифон Церковь Востока под руководством Мар Дадишо I объявила себя канонически независимой (автокефальной) от всех других церквей; с этого года католикосы стали использовать дополнительный титул «Патриарх»
- Мар Дадишо I (424—456)
- Мар Бабуй (457—484)

Несмотря на то, что Эфесский собор в 431 году осудил несторианство, число приверженцев его росло. В 484 году Церковь Востока на поместном Синоде в Бет-Лапате под председательством Бар Саумы, Католикоса — Патриарха Востока подтверждает свою приверженность богословскому учению Феодора Мопсуэстийского и Нестория и официально отделяется от Антиохийского патриархата. Среди остальных автокефалий, Церковь Востока приобрела эпитет «Несторианская Церковь».

| Представитель внутрицерковной фракции, стоявшей на антивизантийских позициях. Активно пропагандировал несторианское учение. - Бар Саума Нисибисский (484—485) | Представитель внутрицерковной фракции, стоявшей на провизантийских позициях. Безуспешно боролся против принятия Церковью Востока несторианского учения. - Мар Акакий (485—496) |

- Мар Бабай I (497—503)
- Мар Шила (503—523)

| - Мар Элиша (524—537) | - Нарсай (524—537), антипатриарх |

- Мар Павел I (539—540)
- Мар Аба I (540—552)
- Мар Иосиф I (552—566)
- Мар Эзекбиэль (566—581)
- Мар Ишояб I (582—595)
- Мар Сабришо I (596—604)
- Мар Григорий I (605—609)
- вдовство патриаршей кафедры (609—628)
  - Мар Бабай Великий (609—628), местоблюститель
  - Мар Аба (609—628), местоблюститель
- Мар Бабай III (628), избран, но не интронизирован
- Мар Ишояб II (628—645)
- Мар Эмме[англ.] (645—649)
- Мар Ишояб III (649—660)
- Мар Гиваргис I (Георгий I) (661—680)
- Мар Йоханнан I бар Марта (681—683)
- вдовство патриаршей кафедры (683—685)
- Мар Хнанишо I (685—698)
- Йоханнан Прокажённый (691—693), антипатриарх
- вдовство патриаршей кафедры (698—714)
- Мар Сильва Зкха (714—728)
- вдовство патриаршей кафедры (728—731)
- Мар Петион (731—740)
- Мар Аба II (741—751)
- Мар Сорин (754)
- Мар Якоб II (754—773)
- Мар Хнанишо II (774—780), упоминается в надписи памятника миссии Церкви Востока в Китае, установленного в Сиань-фу в 781 году
- Мар Тимофей I (780—823)
- Мар Ишо бар Нун (823—828)
- Мар Гиваргис II (Георгий II) (828—830)
- Мар Сабришо II (831—836)
- Мар Авраам II де Магпа (837—850)
- вдовство патриаршей кафедры (850—853)

### Резиденция перенесена в Багдад (853—1265)
- Мар Теодоссий I д’Атанассий (853—858)
- вдовство патриаршей кафедры (858—860)
- Мар Саргуис (Сергей) I (860—872)
- вдовство патриаршей кафедры (872—877)
- Эсраэль Кашкарский (877), антипатриарх
- Мар Аношель из Бет-Гармай (877—884)
- Мар Йоханнан II бар Нарсай (884—892)
- Мар Йоханнан III (893—899)
- Мар Йоханнан IV бар Абгар (900—905)
- Мар Авраам III Абраза (905—937)
- Мар Эммануил I (937—960)
- Мар Израиль Каркхая (961—962)
- Мар Абдишо I бар Акре из Гармакая (963—986)
- Мар Мари II бар Тобия (987—1000)
- Мар Йоханнан V ибн Исса (1000—1011)
- Мар Йоханнан VI бар Назук (1012—1020)
- Мар Ишояб IV бар Эзечиль (1020—1025)
- вдовство патриаршей кафедры (1025—1028)
- Мар Илия I (1028—1049)
- Мар Йоханнан VII бар Таргала (1049—1057)
- вдовство патриаршей кафедры (1057—1064)
- Мар Сабришо III Замбур (1064—1071)
- Мар Абдишо II Ибн Аридх (1072—1091)
- Мар Маккикха I бар Шлемон (1092—1110)
- Мар Илия II бар Макли (1110—1132)
- Мар Бар Саума I (1134—1136)
- вдовство патриаршей кафедры (1136—1139)
- Мар Абдишо III бар Макли (1139—1148)
- Мар Ишояб V Албалади (1148—1176)
- Мар Илия III (Абу Халим (1176—1190)
- Мар Ябалаха II бар Кайюма (1190—1222)
- Мар Сабришо IV бар Кайюма (1222—1226)
- Мар Сабришо V ибн Алмассихи (1226—1256)
- Мар Макикха II (1257—1265)

### Резиденция перенесена в Тебриз (1265—1368)
- Мар Дынха I (Эпифан) Арибилайя (1265—1282)
- Мар Ябалаха III (1283—13 марта 1317), склонялся к унии с Римской католической церковью
- Мар Тимофей II (1318—1332)
- Мар Дынха II (1332—1364)
- Мар Шимун II (1365—1368)

### Резиденция перенесена в Мосул (1368—1403)
- Мар Шимун II (1368—1392)
- вдовство патриаршей кафедры (1392—1403)

### Резиденция перенесена в Алькош «Патриархат равнины» (1403—1804)
- Мар Шимун III (1403—1407)
- вдовство патриаршей кафедры (1407—1437)
- Мар Илия IV (ок. 1437)

#### Династия Алькоша (наследственныйПатриархат) (1437—1804)
- Мар Шимун IV Бассиди (1437—1497)
- Мар Шимун V (1497—1501)
- Мар Илия V (1502—1503)
- Мар Шимун VI (1504—1538)
- Мар Шимун VII (1538—1555)
- Мар Шимун VIII (1555—1558)
- Мар Илия VI (1558—1576)
- Мар Илия VII (1576—1591)
- Мар Илия VIII (1591—1607)
- Мар Илия IX Шимун (1617—1660)

| - Мар Илия X Йоханнан Мапогин (1660—1700) - Мар Илия XI Мапогин (1700—1722) - Мар Илия XII Дынха (1772—1778) - Мар Илия XIII Ишояб (1778—1804) | - Мар Шимун XIII Дынха (1692—1700) — резиденция перенесена в Кочанис - Мар Шимун XIV Слеман (1700—1740) - Мар Шимун XV Макдасси (1740—1780) |

### Католикосы — Патриархи Ассирийской церкви Востока (1681 — настоящее время)
- Мар Шимун XVI Йоханнан (1780—1820)
- Мар Шимун XVII Абрахам (1820—1861)
- Мар Шимун XVIII Руэл (1861—1903)
- Мар Шимун XIX Беньямин (16 марта 1903 — 3 марта 1918)
- Мар Шимун XX Паулос (1918—1920)
- Мар Шимун XXI Ишая (1920—1969)

#### Схизма (1969)
В 1969 году Фома Дармо, митрополит Индийский Ассирийской церкви Востока вступил в раскол с Католикосом Мар Шимуном XXI, что привело к разделению кафедры Ассирийской церкви Востока, из которой выделилась Древняя Ассирийская церковь Востока
- Мар Шимун XXI Ишая (1969—1975), перенёс резиденцию в США
- Мар Дынха IV (1976—2015), отменил наследование патриаршей кафедры
- Мар Гиваргис III (Георгий III) Слыва (2015—2021)
- Мар Ава III (c 2021)

## Католикосы — Патриархи Древней Ассирийской церкви Востока
- Мар Фома Дармо (1968—1969)
- Мар Аддай II (1970—2022)
- Мар Гиваргис Юнан (c 9 июня 2023)[2][3]